# Conjunt de nou cases entre mitgeres
El Conjunt de nou cases entre mitgeres és una obra de Sant Sadurní d'Anoia (Alt Penedès) inclosa a l'Inventari del Patrimoni Arquitectònic de Catalunya.

## Descripció
Els habitatges estan situats en un nucli de construccions populars i industrials (indústria del xampany), i formen una plaça amb arbres. Es tracta d'un conjunt de nou cases entre mitgeres construïdes en una única fase. Presenten planta baixa i un pis sota coberta de teula àrab a dues vessants. La distribució de les parcel·les i de l'interior de l'habitatge s'indica en el croquis. Adaptació a les funcions agrícoles.